# Poduchowne (Przysów)
Poduchowne – część wsi Przysów w Polsce położona w województwie świętokrzyskim, w powiecie jędrzejowskim, w gminie Jędrzejów.
W latach 1975–1998 Poduchowne należało administracyjnie do województwa kieleckiego.